# Warm Springs (Georgia)
Warm Springs es una ciudad ubicada en el condado de Meriwether en el estado estadounidense de Georgia. En el año 2000 tenía una población de 485 habitantes.
En esta ciudad murió el 12 de abril de 1945, Franklin D. Roosevelt, trigésimo segundo presidente de los Estados Unidos.

## Historia
Warm Springs, originalmente llamado Bullochville (en honor a la familia Bulloch, la familia de Martha Bulloch Roosevelt), se hizo famosa en el siglo XIX como una ciudad balneario, debido a su manantial mineral que fluye constantemente a casi 32 °C (90 °F). Los residentes de Georgia, particularmente de Savannah, comenzaron a pasar vacaciones en Bullochville a fines del siglo XVIII como una forma de escapar de la fiebre amarilla, encontrando muy atractiva la cantidad de aguas termales en las cercanías de Bullochville. A fines del siglo XIX, viajar a las aguas termales era atractivo como una forma de alejarse de Atlanta. Viajando por ferrocarril a Durand, luego irían a Bullochville. Uno de los lugares que se beneficiaron de esto fue el Meriwether Inn. Una vez que el automóvil se hizo popular a principios del siglo XX, los turistas comenzaron a ir a otro lado, comenzando el declive del Meriwether Inn.
En 1921, Franklin D. Roosevelt contrajo una enfermedad paralítica, diagnosticada en ese momento como el polio, que ahora se cree [¿por quién?] Que es el síndrome de Guillain-Barré. Intentó recuperar la fuerza en sus piernas bañándose y haciendo ejercicio en el agua tibia. La primera vez en Warm Springs fue en octubre de 1924. Fue a un centro turístico en la ciudad cuya atracción era un manantial natural permanente de 88 grados, pero el Meriwether Inn fue descrito como "destartalado". En 1932 construyó una cabaña que se hizo famosa como la Pequeña Casa Blanca, donde Roosevelt vivió como presidente, debido a su enfermedad paralítica. Murió allí en 1945 y ahora es un museo público. Roosevelt llegó por primera vez en la década de 1920 con la esperanza de que el agua tibia mejorara su paraplejía. Fue un visitante constante durante dos décadas, y cambió el nombre de la ciudad de Bullochville a Warm Springs. La ciudad todavía alberga el Instituto de Rehabilitación de Roosevelt Warm Springs (antiguo hospital de polio de Roosevelt), que sigue siendo un centro de rehabilitación integral de renombre mundial que incluye un hospital de rehabilitación física y una unidad de rehabilitación vocacional. Los resortes no están disponibles para uso público como un complejo de baño/spa, pero el Instituto Roosevelt los utiliza con fines terapéuticos.

## Geografía
Warm Springs se encuentra ubicada en las coordenadas 32°53′19″N 84°40′48″O / 32.88861, -84.68000.
Según la Oficina del Censo, la localidad tiene un área total de 3,1 km² (1,2 mi²), de la cual 3,1 km² (1,2 mi²) es tierra y 0 km² (0 mi²) (0.00%) es agua.

## Demografía
Según la Oficina del Censo en 2000 los ingresos medios por hogar en la localidad eran de $29,375, y los ingresos medios por familia eran $37,778. Los hombres tenían unos ingresos medios de $32,250 frente a los $20,938 para las mujeres. La renta per cápita para la localidad era de $20,924. 